# WCW World Television Championship
WCW World Television Championship var en sekundær titel, der blev forsvaret hos World Championship Wrestling indtil 2000. 
Titlen var én af de mere usædvanlige bælter i wrestlinghistorien, idet titlen (med få undtagelser) kun kunne forsvares (og vindes) på tv. Titlen blev skabt i 1974 hos Mid-Atlantic Wrestling og var i starten kendt som Mid-Atlantic Television Championship. Mid-Atlantic Wrestling, der senere blev til Jim Crockett Promotions, var en del af wrestlingorganisationen National Wrestling Alliance, og derfor blev titlen hurtigt til NWA Television Championship. Da Jim Crockett Promotions blev til World Championship Wrestling og senere trak sig ud af NWA, blev titlen atter omdøbt til WCW World Television Championship. Titlen blev forsvaret i WCW indtil 10. april 2000.
Titlen blev ofte forsvaret i kampe med en tidsbegrænsning på 10 eller 15 minutter. Det var som regel 10 minutter under almindelige tv-programmer og 15 minutter under specielle pay-per-view-shows. Mere end ofte sammenlignet med andre bælter ville titelkampene ende med at tiden gik, og resultatet blev uafgjort, hvilket betød at den regerende mester ville forsvare bæltet.